# Умершие в июне 2007 года
Это список известных людей, соответствующих установленным критериям значимости (см. Википедия:Критерии значимости персоналий), умерших в июне 2007 года.
Причина смерти указывается лишь в исключительных случаях (убийство, самоубийство, гибель в результате военных действий, смертная казнь, ДТП или несчастные случаи). В остальных случаях — не указывается.

## Список
- 1 июня — Никишечкин, Николай Егорович (82) — советский рабочий. Герой Социалистического Труда.
- 2 июня — Хуан Цзюй (68) — вице премьер Госсовета КНР в 2003—2007 годах.
- 8 июня — Аден Абдула Осман Даар — политический деятель и первый Президент Сомали.
- 8 июня — Рорти, Ричард — американский философ.
- 9 июня — Асфандиярова, Рима Газизовна (69) — российская актриса театра, Заслуженная артистка РФ.
- 10 июня — Буррарраванга, Джордж  — певец, диджеридист и фронтмен австралийской аборигенской рок-группе Warumpi Band.
- 12 июня — де Ротшильд, Ги (98) — Боец французского Сопротивления, политик, банкир, меценат.
- 13 июня — Свердлов, Юрий Львович (82) — советский и российский учёный, доктор физико-математических наук, профессор.
- 14 июня — Вальдхайм, Курт (88) — генеральный секретарь ООН в 1972—1981 гг.
- 14 июня — Олдс, Робин (84) — американский лётчик-ас Второй мировой войны, лидер истребительной авиации Вьетнамской войны.
- 16 июня — Овезов, Батыр Балышевич (68) — доктор технических наук, заслуженный деятель науки и техники Туркменистана.
- 16 июня — Семенас, Алла Леоновна — доктор филологических наук, специалист по лексикологии и лексикографии китайского языка.
- 17 июня — Василий Густоев (81) — советский передовик производства в автомобильной промышленности. Герой Социалистического Труда.
- 17 июня — Мемхес, Аркадий (71) — ветеран ленинградской джазовой сцены, пианист, саксофонист.
- 18 июня — Джанфранко Ферре (62) — итальянский модельер.
- 18 июня — Дымарский, Наум Александрович — советский и российский спортивный журналист.
- 18 июня — Гуигуи Аббо, Эфраин — аргентинский кларнетист и дирижёр.
- 15 июня — Копров, Ариэль — еврейский литератор.
- 17 июня — Феличи, Анджело — итальянский куриальный кардинал и ватиканский дипломат.
- 17 июня — Ефим Кубанский (96) — советский артист оригинального жанра, иллюзионист.
- 22 июня — Гильмуллин, Ленар Ильдусович — российский футболист, фланговый защитник, выступавший за казанский «Рубин» и молодёжную сборную России; автокатастрофа.
- 22 июня — Чистяков, Георгий Петрович — российский филолог, историк.
- 26 июня — Безыменский, Лев Александрович (86) — советский писатель.
- 26 июня — Кинг, Теа — английская кларнетистка и музыкальный педагог.
- 26 июня — Фёдоров, Виля Александрович (82) — советский сценарист.
- 27 июня — Преснухин, Леонид Николаевич — советский и российский учёный, член-корреспондент АН СССР и РАН, доктор технических наук.
- 30 июня — Долгов, Виталий Васильевич (70) — композитор, аранжировщик оркестров Эдди Рознера, Вадима Людвиковского, Олега Лундстрема, рижских биг-бендов и др., дирижёр.